# Граффинья, Омар
Омар Доминго Рубенс Граффинья (исп. Omar Domingo Rubens Graffigna; 2 апреля 1926, Каррисалес, провинция Санта-Фе — 9 декабря 2019) — бывший офицер ВВС Аргентины, входивший в состав второй военной хунты во время диктатуры, Процесса национальной реорганизации.

## Биография
Граффинья был назначен на должность начальника генерального штаба ВВС Аргентины в результате государственного переворота в марте 1976 года. Он инициировал создание ракетной программы «Кондор» во время своего пребывания на этом посту, а в 1978 году метеорологические ракеты Cóndor I были преобразованы в тактические, хотя и без сложной системы наведения.
Граффинья сменил бригадного генерала Орландо Агости на должности главнокомандующего ВВС в январе 1979 года, продолжив его политику, служившую смягчающим противовесом жёсткой линии ВМС.
Граффинье были предъявлены обвинения в похищениях, пытках, грабежах, вторжениях в частную собственность и подделке официальных документов на историческом Суде над хунтами в 1985 году. Его дело выгодно отличалось от многих других на этом процессе, когда решением суда было постановлено рассматривать отдельно вину каждой из 3 ветвей Вооружённых сил Аргентины в каждом отдельном случае. Граффинья и его преемник на посту главнокомандующего ВВС генерал Басилио Лами Досо были оправданы по всем пунктам обвинения.
В 2003 году вновь был выдан ордер на арест Граффиньи аргентинским судьёй Родольфо Каникобой Корралем в соответствии с просьбой об экстрадиции его в Испанию судьи Бальтасара Гарсона, Граффинья обвинялся в преступлениях против человечества.
Испанский премьер-министр Хосе Мария Аснар, поначалу посчитавший его экстрадицию необоснованной, медлил с выдачей ордера. Однако в 2005 году Верховный суд Испании постановил начать процесс по экстрадиции. Граффинья и Лами Досо безуспешно апеллировали к Аргентинскому федеральному суду ссылаясь на право хабеас корпус.